# Чебурашка 2
«Чебура́шка 2» — будущий российский комедийный фильм с совмещением живых актёров и анимации режиссёра Дмитрия Дьяченко, сиквел кинокартины «Чебурашка». Его выход в кинотеатральный прокат запланирован на 1 января 2026 года.

## Сюжет
Фильм будет рассказывать о продолжении приключений сказочного героя Чебурашки. Этот персонаж продолжает дружить с Геной, но однажды, через год после событий, показанных в первом фильме, их спокойную жизнь нарушает неожиданное событие (авторы до определённого момента не уточняют, какое). Действие картины должно стать более масштабным.

## В ролях
| Актёр             | Роль |
| ----------------- | --- |
| Сергей Гармаш     | садовник Геннадий Петрович (Гена) (прототип — Крокодил Гена)                                                  |
| Ольга Кузьмина    | Чебурашка (озвучивание)                                                                                       |
| Елена Яковлева    | директор шоколадной фабрики Римма Шапокляк (прототип — Старуха Шапокляк)                                      |
| Фёдор Добронравов | Валерий Завгородний специалист по экзотическим животным, друг Гены (прототип — крокодил Валера, сменщик Гены) |
| Полина Максимова  | Таня мама Гриши, дочь Гены и Любы, жена Толи                                                                  |
| Сергей Лавыгин    | Толя папа Гриши, муж Тани                                                                                     |
| Дмитрий Лысенков  | Ларион помощник Риммы (прототип — Лариска, крыса Шапокляк)                                                    |
| Илья Кондратенко  | Гриша внук Гены и Любы, сын Тани и Толи                                                                       |
| Ева Смирнова      | Соня внучка Риммы                                                                                             |
| Софья Зайка       | Галя продавщица мороженого и напитков                                                                         |
| Наталья Щукина    | Наталья Николаевна директор дендрария, начальница Гены                                                        |
| Жаннат Керимбаев  | дворник, друг Гены                                                                                            |
| Оливье Сиу        | повар |
| Артём Быстров     | Гена в молодости                                                                                              |
| Марина Коняшкина  | Люба жена Гены, мать Тани, бабушка Гриши                                                                      |

## Производство и релиз
Работа над сиквелом фильма началась в 2023 году, после грандиозного успеха фильма «Чебурашка». Режиссёром снова стал Дмитрий Дьяченко, роль Гены снова получит Сергей Гармаш. У проекта те же продюсеры и сценаристы, что и у первого фильма. В сентябре 2023 года стало известно, что «Чебурашка 2» выйдет в театральный прокат 1 января 2026 года, однако позже это событие перенесли на декабрь 2025 года. После выхода короткометражного фильма «Чебурашка. Выходной» стало известно, что «Чебурашка 2» выйдет в декабре 2025 года. 21 марта 2024 года Сергей Гармаш заявил, что в начале июня 2025 года начнутся съемки фильмов «Чебурашка 2». 25 марта 2024 года дата выхода была вновь перенесена на 1 января 2026 года.